# 罗勒城堡

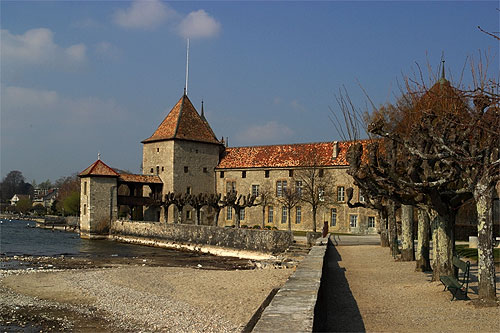
罗勒城堡东面观

46°27′31″N 6°20′28″E / 46.458727°N 6.341234°E
罗勒城堡（法語：Château de Rolle）是瑞士沃州的一座中世纪城堡，位于罗勒镇东部，莱芒湖西北岸。城堡始建于13世纪，有四座塔楼。现已列入国家重要文化财产名录，由当地图书馆、学校等部门使用。

## 外部連結
- （法文）城堡官方網站 （页面存档备份，存于）